# Double Team (canção)
"Double Team" é uma canção da cantora e compositora brasileira, Anitta, do rapper porto-riquenho Brray e da cantora espanhola Bad Gyal. A canção foi gravada para o sexto álbum de estúdio de Anitta, intitulado Funk Generation (2024). A canção foi lançada como o quarto single do álbum em 21 de março de 2024, através da Floresta Records, Republic Records e Universal Music Latino.
"Double Team" é uma canção de funk ousadia com elementos do dancehall. Seu lírico fala de autoconfiança, e liberdade à diversão desenfreada. Com letras ousadas e refrão infeccioso, a canção foi escrita pelos próprios intérpretes juntamente com Eduardo Vargas, Elvin Jesus Roubert-Rodriguez, Kenneth Vargas e Roberto Félix.

## Apresentações ao vivo
Anitta apresentou "Double Team" pela primeira vez em 25 de abril de 2024 no Latin American Music Awards de 2024.

## Faixas e formatos
| Download digital |               | |         |  |
| N.º              | Título        | Compositor(es)                                                                                                   | Duração |  |
| 1.               | "Double Team" | Larissa Machado Alba Sole Bryan Garcia Eduardo Vargas Elvin Jesus Roubert-Rodriguez Kenneth Vargas Roberto Félix | 3:51    |  |

## Desempenho comercial
| País — Parada musical (2024)      | Melhor posição |
| --------------------------------- | -------------- |
| Brasil (Billboard Brasil Hot 100) | 50             |
| Portugal (AFP)                    | 117            |